# Црква Светог Николаја Охридског и Жичког у Миочама
Црква Светог Николаја Охридског и Жичког у Миочама је православна црква која се налази у селу Миоче, у општини Рудо, у источном делу Републике Српске, Босне и Херцеговине. Црква припада Митрополији дабробосанској Српске православне цркве.

## Историјат
Црква је посвећена Светом Николају Охридском и Жичком, једном од најзначајнијих српских светитеља 20. века. Изграђена је као молитвено место за православне вернике овог краја.

## Архитектура
Храм је новијег датума, скромне архитектуре, грађен у духу традиционалне српске црквене уметности. Поседује припрату, олтар и звоник, а унутрашњост је опремљена савременим иконостасом и литургијским предметима.

## Значење
Ова црква представља важан духовни центар за мештане села Миоче, и један је од ретких храмова посвећених Светом Николају Велимировићу.